# FC Prishtina
Az FC Prishtina (albánul: Klubi Futbollistik Prishtina) koszovói labdarúgócsapat, melynek székhelye Pristinában található. A klub a koszovói bajnokság első osztályában szerepel. Hazai mérkőzéseit a 20 000 ember befogadására alkalmas Fadil Vokrri Stadionban játssza.

## Története
A csapatot 1922-ben alapították Pristinában. A klub a második világháború után a jugoszláv másodosztályban szerepelt; 1973-ban közel volt a csapat ahhoz, hogy felkerüljön a jugoszláv élvonalba, azonban az NK Osijek csapata ellen elveszítették a rájátszást. A klub végül 1983-ban Pálfi Béla vezetőedző irányítása alatt bajnok lett a másodosztály keleti csoportjában és története során először feljutott az élvonalba, ahol öt szezonon keresztül szerepelt. A klub 1988-ban kiesett a másodosztályba, majd 1991-ben kilépett a jugoszláv bajnokságból, és az újonnan alakult koszovói labdarúgó-bajnoksághoz csatlakozott, amelynek első idényében koszovói bajnoki címet szerzett, valamint 1994-ben először lett koszovói kupagyőztes. Jelenleg (2023) 11-szeres koszovói bajnok, valamint nyolcszoros kupagyőztes a csapat.

## Sikerek
- Koszovói labdarúgó-bajnokság
  - Bajnok (11): 1991–92, 1995–96, 1996–97, 1999–00, 2000–01, 2003–04, 2007–08, 2008–09, 2011–12, 2012–13, 2020–21
- Koszovói labdarúgókupa
  - Győztes (8): 1993–94, 1994–95, 2005–06, 2012–13, 2015–16, 2017–18, 2019–20, 2022–23
- Koszovói labdarúgó-szuperkupa
  - Győztes (10): 1994–95, 1995–96, 2000–01, 2003–04, 2005–06, 2007–08, 2008–09, 2012–13, 2015–16, 2019–20
- Jugoszláv másodosztályú labdarúgó-bajnokság
  - Bajnok (1): 1982–83
- Közép-európai kupa
  - Második (1): 1984[2]

## Játékoskeret
2023. április 30. szerint.
| #  |     | Poszt | Név               |
| -- | --- | ----- | ----------------- |
| 1  | KOS | K     | Butrint Bulliqi   |
| 2  | MKD | V     | Egzon Belica      |
| 4  | ALB | V     | Besir Ramadani    |
| 5  | KOS | V     | Bujar Pllana      |
| 6  | KOS | KP    | Arlind Shabani    |
| 7  | KOS | KP    | Hasan Hyseni      |
| 8  | KOS | CS    | Albin Prapashtica |
| 9  | KOS | CS    | Leotrim Kryeziu   |
| 10 | KOS | KP    | Endrit Krasniqi   |
| 11 | KOS | CS    | Mendurim Hoti     |
| 12 | KOS | K     | Ardit Nika        |
| 13 | KOS | V     | Dion Gallapeni    |
| 14 | KOS | CS    | Gentrit Begolli   |
| 15 | KOS | V     | Ardi Ajdini       |
| 17 | KOS | KP    | Muhamed Dubova    |

| #  |     | Poszt | Név            |
| -- | --- | ----- | -------------- |
| 18 | KOS | KP    | Fitim Susuri   |
| 19 | KOS | V     | Diar Halili    |
| 20 | KOS | V     | Ramiz Bytyqi   |
| 21 | KOS | KP    | Genc Hamiti    |
| 22 | MKD | V     | Muhamed Useini |
| 23 | KOS | V     | Amar Demolli   |
| 27 | KOS | CS    | Ernis Topalli  |
| 28 | KOS | KP    | Kreshnik Uka   |
| 29 | KOS | CS    | Igball Jashari |
| 32 | KOS | KP    | Drilon Cenaj   |
| 50 | KOS | K     | Agron Kolaj    |
| 77 | KOS | KP    | Mergim Pefqeli |
| 88 | KOS | KP    | Kushtrim Gashi |
| 98 | ALB | CS    | Shefit Shefiti |
| 99 | ESP | CS    | Jalen Blesa    |

## Híres játékosok
- Fadil Vokrri
- Liridon Latifi
- Ylber Ramadani
- Kujtim Shala
- Darko Spalević